# Kogel (Kocheler Berge)
Der Kogel ist ein 1340 m ü. NHN hoher Berg auf dem Gebiet der Gemeinde Lenggries, südlich von Bad Tölz in Bayern. Der Berg befindet sich nur wenige Höhenmeter oberhalb des Speichersees Garland, es führen jedoch keine Wege zur Lichtung am Gipfelbereich.